# Noctuidae
Noctuidae, uobičajeno poznati kao moljci sovice ili vojnički crvi, su porodica moljaca. Smatraju se najkontroverznijom porodicom u superfamiliji Noctuoidea, jer se mnoge klade stalno menjaju, zajedno sa ostalim porodicama Noctuoidea. Dugo se smatrani najvećom porodicom u Lepidoptera , ali nakon pregrupisanja Lymantriinae, Catocalinae i Calpinae u okviru porodice Erebidae, ova potonja sada nosi ovu titulu. Trenutno, Noctuidae je druga najveća porodica u Noctuoidea, sa oko 1.089 rodova i 11.772 vrste. Ova klasifikacija je i dalje kontingentna, jer se sve više promena pojavljuje između Noctuidae i Erebidae.

## Literatura
Keegan, Kevin; Rota, Jadranka; Zahiri, Reza; Zilli, Alberto;  . (2021). „Toward a Stable Global Noctuidae (Lepidoptera) Taxonomy”. Insect Systematics and Diversity. 5 (3). doi:10.1093/isd/ixab005 .
- Wagner, David L.; Keegan, Kevin; Bugh, Valerie G. (2019). „A Tale of Two Caterpillars and Reclassification of Cerathosia Smith and Cydosia Duncan [& Westwood] (Lepidoptera: Noctuidae)”. Journal of the Lepidopterists' Society. 73 (1): 1. doi:10.18473/lepi.73i1.a1 .

## Spoljašnje veze
- On University of Florida Institute of Food and Agricultural Sciences Featured Creatures web site:
  - Agrotis ipsilon, black cutworm
  - Diphthera festiva, hieroglyphic moth
  - Litoprosopus futilis , cabbage palm caterpillar
  - Pseudaletia unipuncta, true armyworm
  - Spodoptera eridania, southern armyworm
  - Spodoptera frugiperda, fall armyworm
  - Spodoptera ornithogalli, yellowstriped armyworm
  - Xanthopastis timais, Spanish moth or convict caterpillar
- Images of Noctuidae species in New Zealand Архивирано на веб-сајту  (7. новембар 2015)